# Les Roses rouges de l'espoir
Les Roses rouges de l'espoir (titre original : Roses Are for the Rich ) est un téléfilm américain diffusé en 1987.

## Synopsis
Dans une petite ville près d'Appalachia, la jeune Autumn veut se venger de Douglas Osborne, le propriétaire d'une mine, le croyant responsable de la mort de son mari survenue dans une explosion. Elle décide de s'offrir à lui pour le piéger…

## Fiche technique
- Titre original : Roses Are for the Rich
- Réalisation : Michael Miller
- Scénario : Judith Paige Mitchell d'après le roman de Jonell Lawson
- Directeur de la photographie : Kees Van Oostrum
- Montage : Ann E. Mills, Gregory Prange et Barry Taylor
- Musique : Arthur B. Rubinstein
- Costumes : Shelley Komarov
- Décors : C. Robert Holloway
- Production : Jonathan Bernstein
- Genre : Drame
- Pays :  États-Unis
- Durée : 182 minutes (3 h 2)
- Date de diffusion :  États-Unis : 17 mai 1987

## Distribution
- Lisa Hartman (VF : Martine Irzenski) : Autumn Osborne
- Bruce Dern (VF : Philippe Ogouz) : Douglas Osborne
- Joe Penny (VF : Maurice Sarfati) : Lloyd Murphy
- Richard Masur (VF : Mario Santini) : Everett Corbett
- Howard Duff (VF : William Sabatier) : Denton
- Morgan Stevens (VF : Gérard Surugue) : Brian Osborne
- Sharon Wyatt (VF : Nadine Alari) : Harriet Osborne
- Jim Youngs : Lonnie Horton
- Betty Buckley (VF : Anne Kerylen) : Ella
- Rita Zohar (VF : Jacqueline Staup) : Daisy
- Anne Haney (VF : Jeanine Freson) : Tante Molly
- Britton Elliott : Autumn jeune
- Peggy Pope : Bea Osborne
- Madison Mason : Prentiss Osborne
- Kate Mulgrew (VF : Régine Blaess) : Kendall Murphy